# LT vz. 38
Az LT–38 vagy LT vz. 38 (Lehký Tank vzor 38, „38-as könnyű harckocsi modell”) 1938-as csehszlovák tervezésű könnyű harckocsi, melyet legnagyobb számban Németország használt a második világháború alatt. Német alkalmazásban a hivatalos neve a Panzerkampfwagen 38(t) (Pz.Kpfw. 38(t)) volt, de általában Panzer 38(t) néven azonosították. Egyéb jelölései a TNH, a TNHPS, az LTP és az LTH gyári azonosítók. A német hadrendben az Sd.Kfz. 140 speciális azonosítószámot kapta.
A (t) betű a német „tschechisch” (cseh) szó rövidítése. A gyártás 1942-es leállításáig több mint 1400 darabot gyártottak a harckocsiból. Az alváz gyártását azonban folytatták a Marder III (1942–1944) és a Jagdpanzer 38(t) Hetzer (1944–1945) páncélvadászok, illetve más torony nélküli rohamlövegek és légvédelmi páncélosok számára.
A Panzer 38(t) páncélost a németek a világháború első felében, kiemelkedően a Lengyelország elleni hadjárat, a franciaországi hadjárat és a Szovjetunió elleni támadás során vetették be. A háború további részében más országok hadseregében még megtalálható volt, köztük a szlovák, a román, a bolgár haderő és a Magyar Királyi Honvédség kötelékében is.

## Története
A csehszlovák ČKD (Českomoravská Kolben Daněk) 1935-ben döntött a Škoda Művekkel közösen gyártott LT–35 könnyű harckocsi utódjának kifejlesztéséről. A hazai alkalmazás mellett a harckocsi exportjára is számítottak. A ČKD-nál tervezett jármű futóművének nagy futógörgői külsőre a Christie-féle felfüggesztésre emlékeztettek, valójában azonban hagyományos laprugós futóművet alkalmaztak. A korban újdonságnak számított az oldalanként négy, páronként egy laprugóköteggel ellátott futógörgő sor.
Szegecselt páncélzata 17–25 mm-es. Harckocsiágyújának javadalmazása 90 darab, a géppuskáké 2700 darab lőszer volt. Üzemanyagtartályába 220 liter benzin fért, amellyel 250 km-es hatótávolságot ért el.
A harckocsi mindjárt a megjelenése után jelentős exportsikert aratott. Irán 50 darabot, Peru és Svájc 24–24 darabot rendelt belőle. Lettország ugyancsak rendelt néhány példányt. Nagy-Britanniában is tesztelték a járművet, de a megvásárlását elvetették.
A csehszlovák hadsereg 1938. július 1-jén 150 darabot rendelt a TNHPS jelű változatból, de az ország német megszállása miatt már nem került sor a hadrendbe állítására. A német hadvezetés azonban a német fejlesztésű harckocsikkal való összehasonlítás alapján jó konstrukciónak ítélte a T-38-ast, és gyártásának folytatása mellett döntött, az addig legyártott 80 példányt a Wehrmacht átvette. A Wehrmachtban először L.T.M. 38 (Leichte Tank Muster 38) típusjelzéssel rendszeresítették (ez a csehszlovák típusjel lefordításából eredt), de 1940. január 16-án Panzerkampfwagen 38(t)-re változtatták a nevét. Szolgálatba állításakor fölényben volt a könnyű harckocsikkal szemben. A Wehrmachton kívül a Németországgal szövetséges országok is alkalmazták. Szlovákia 69, Románia 50, Bulgária 10 darabot vásárolt belőle. Magyarország 1942-ben 108 darabbal szerelte fel az 1. páncélos hadosztályát.
A Panzer 38(t) fő előnyei más harckocsikkal szemben nagy megbízhatósága és mozgékonysága volt. A személyzet véleménye szerint a jármű hajtó- és futómű elemei, mint a motor, a sebességváltó, a kormánymű, a felfüggesztés, a kerekek és a lánctalpak nagyszerűen össze voltak hangolva egymással. Emellett a páncélost egyszerű volt karbantartani és javítani.
Német felügyelet alatt 1942-ig gyártották a Panzer 38(t)-t, ez idő alatt több, mint 1400 példány készült el. Kisméretű tornya alkalmatlan volt a nagyobb űrméretű páncéltörő ágyúk beépítésére, amelyek képesek lettek volna az újonnan megjelenő szovjet T–34 és KV–1 nehéz páncélosok leküzdésére, így gyártását leállították.
A PzKpfw 38(t) több önjáró löveg, páncélvadász és egyéb speciális járműnek is alapjául szolgált. Közülük az egyik legsikeresebb a Jagdpanzer 38(t) Hetzer páncélvadász volt.

### Svéd gyártás

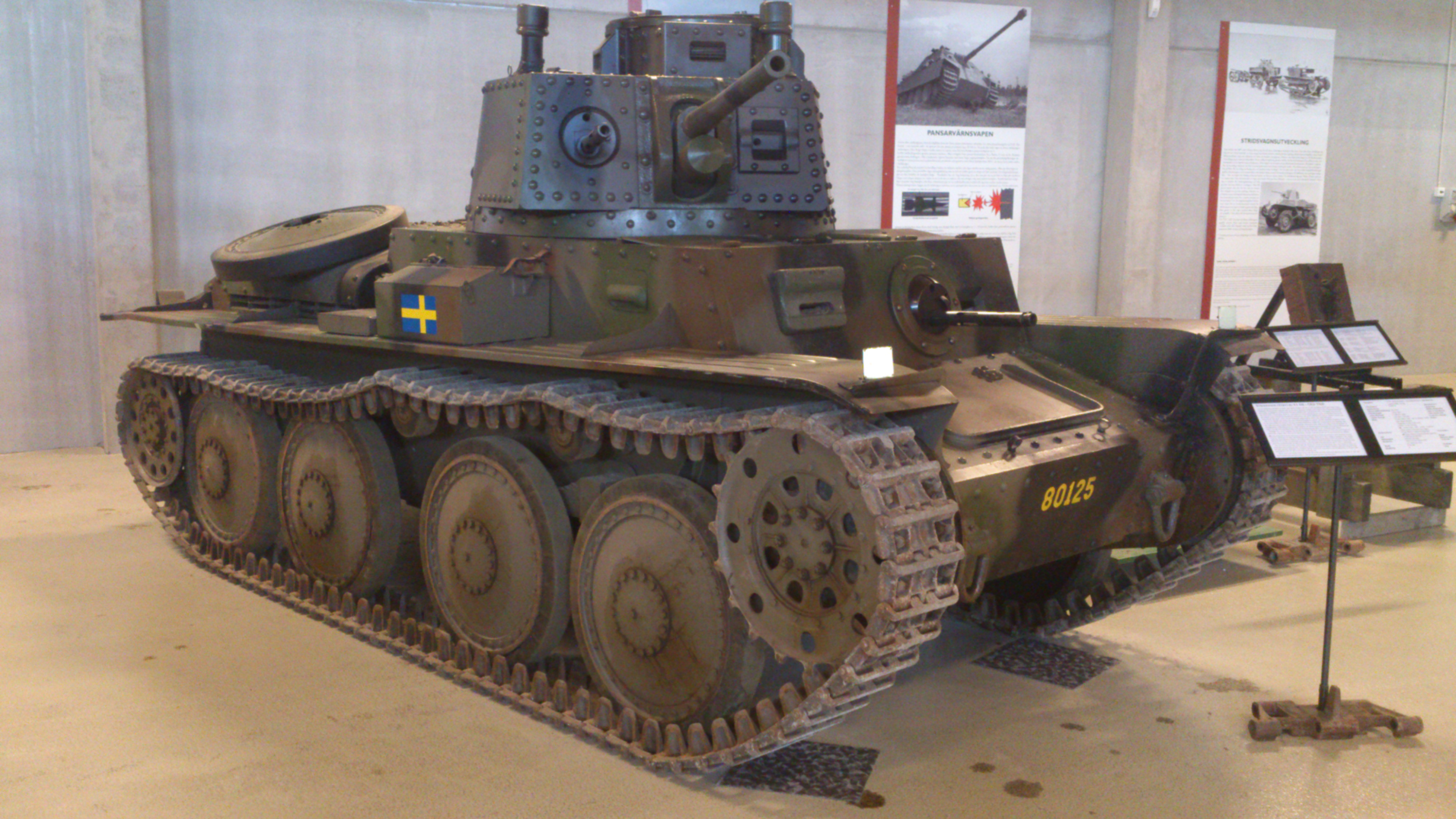
Svéd gyártmányú Stridsvagn m/41

Mivel a Svédországnak szánt 90 darab PzKpfw 38(t) Ausf. S harckocsit lefoglalták a németek (ezeknek 1940 márciusáig kellett volna célba érniük), tárgyalások kezdődtek a Böhmisch-Mährische-Maschinenfabrikkal a tervrajzok és a gyártási licenc megvételéről, melynek következtében 1940 végén megállapodás jött létre, amelybe beletartozott a továbbfejlesztett TNHP-S is. A szegecseléssel készített páncélzat nagy hátránynak bizonyult, de a tervrajzok módosítása hegesztett páncélzatra egy évnyi késedelmet okozott volna a gyártásban, így nem hajtottak végre módosítást azon a 116 darab m/41 harckocsin, amit a Scania-Vabistól rendeltek 1941 júniusában. A szállítások 1942 decemberében kezdődtek, és 1943 augusztusában értek véget, nem kevesebb, mint három évvel később az eredeti tervhez képest. Ekkorra már a típus teljesen elavultnak számított, de túl nagy volt az igény egy 10 tonnás harckocsi iránt, így az 1942-es év közepén újabb megrendelést adtak a típusra.
A Scania-Vabis teljes kapacitása foglalt volt, így a következő 122 darab járművet 80 darab strv m/40 harckocsival kellett pótolni. A második sorozat homlokpáncélzatát 50 mm vastagságúra növelték, így a jármű összsúlya 11 tonnára növekedett. Emiatt a 145 lóerős Scania-Vabis typ 1664 motort egy erősebb, 160 lóerős Scania-Vabis typ 603-ra cserélték. A motor nagyobb mérete miatt a páncéltestet 65 mm-rel meg kellett hosszabbítani, így a második és a harmadik futógörgő közötti hézag nagyobb lett. Ennek köszönhetően az üzemanyagtartályokat 190 literesről 230 literesre növelhették. A gyártás 1944 márciusi leállásáig 104 darabot adtak át, az utolsó 18 alvázból már a sav m/43 rohamlöveget alakították ki. Emellett további 18 darab sav m/43-ast építettek. Az 1950-es évek végéig összesen 220 darab SI és SII került átalakításra páncélozott szállítójárművé, a leszerelt tornyokat pedig légibázisok védelméhez használták fel.

## Leírás

### Páncéltest
Az LT vz. 38 kialakítása hagyományosnak mondható, páncéllemezei egyenesek, különféle vastagságúak. A torony oldalain és hátulján használtak hajlított páncéllemezeket. A lemezeket szegecsekkel egy acélelemekből összehegesztett kerethez erősítették. A páncéllemezek vastagsága és minősége helyzetüktől függően változott. A vezető előtti panel, a homlokpáncél és a torony eleje volt a legvastagabb (25, majd később 50 mm). A torony többi része, a megfigyelő kupola, az oldalsó és a hátsó lemezek vastagsága 15 mm (később leginkább 30 mm) volt. A 20°-nál nagyobb dőlésszögű lemezek 12 mm vastagok, a zsanérral felszerelt motorháztető 10 mm. A torony tetőlemezei, kupolája és homlokpáncélja, valamint alsó lemezei és a kerekek fedőlemezei mind 8 mm vastagok voltak.
A harckocsiteknő belül egy 5 mm vastag tűzfallal (2 mm acél, 2 mm azbeszt és 1 mm alumínium) került felosztásra. Egyik fele a küzdőtér, míg másik fele a motortér volt. A tűzfalon két szögletes ajtót alakítottak ki, hogy a személyzet belülről hozzáférhessen a motor fontosabb elemeihez.
A vezető a küzdőtér elejében a jobb oldalon ült, tőle balra kapott helyet a homlokpáncélzatba épített 7,92 mm-es géppuskát kezelő géppuskás. A vezető egy 203×82 mm-es kémlelőnyíláson keresztül látott ki a harckocsiból, amit egy megfigyelőnyílással ellátott páncélozott zsaluval fedhettek le. Harc közben ezt a zsalut lezárták, a vezető pedig egy episzkópon keresztül látott ki a járműből. A vezető a jármű jobb oldalán is egy ugyanolyan episzkóppal rendelkezett. Mint más, az 1930-as években kifejlesztett harckocsinál, az LT vz. 38-nál is a géppuskás egy személyben rádiókezelő is volt. A rádió a géppuskás bal oldalára került beépítésre. A rádiókezelő egy kisebb, 130×60 mm-es nyílással rendelkezett, amelyen kívül zárható zsalu, belül pedig 50 mm vastag golyóálló üveg volt.
Német hadrendben kisebb módosításokat hajtottak végre a járművön, többek között a vezető állítható ülést kapott.

### Torony

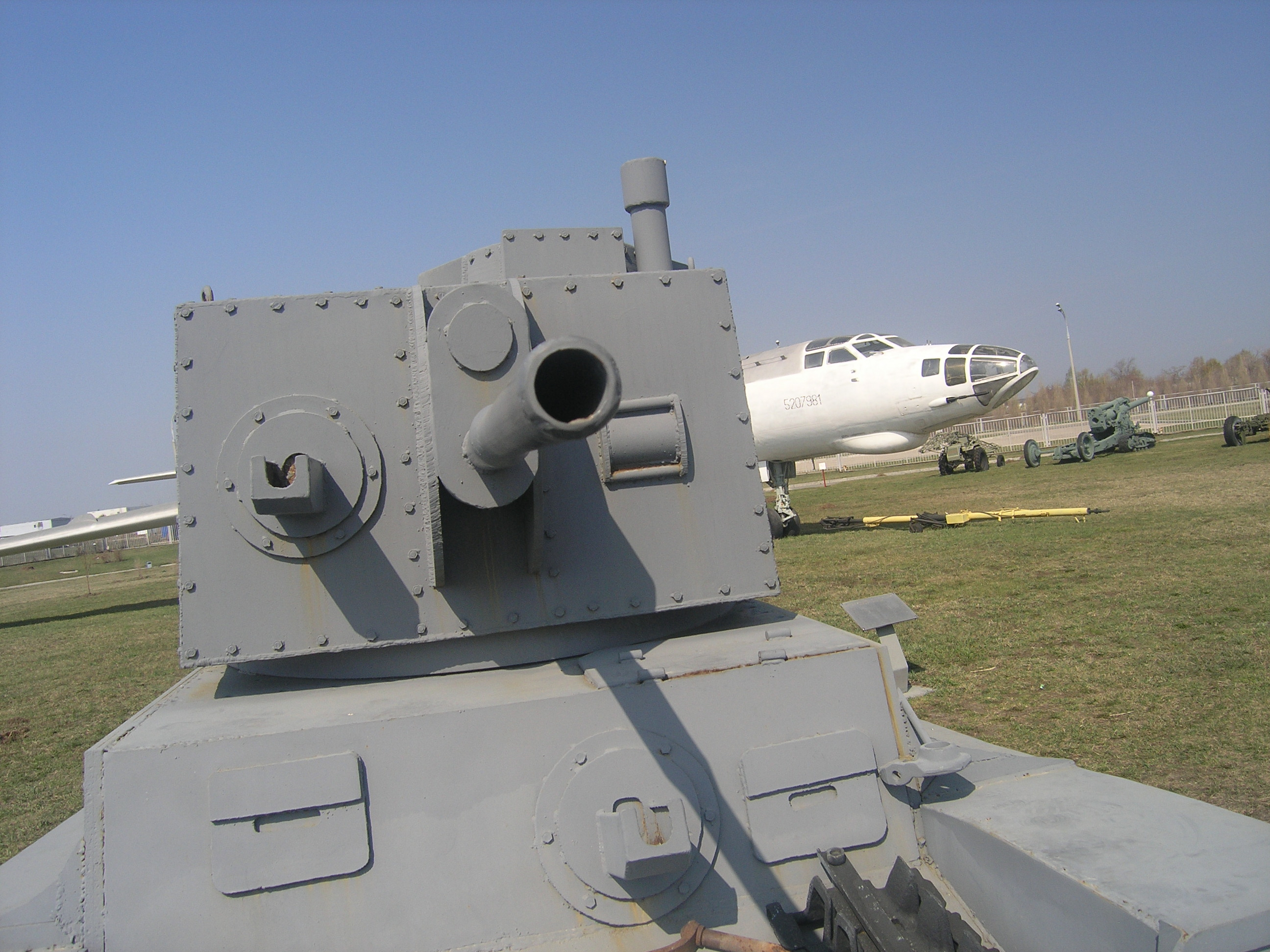
Panzer 38(t) tornya szemből

A kétfős tornyot középen helyezték el, benne kapott helyet a harckocsi főfegyverzete, a 37 mm-es Škoda A7 ágyú és a hozzá való 90 darab lövedék. A harckocsiágyú jobb oldalán található az egyik 7,92 mm-es ZB vz. 37 géppuska. A toronygéppuskát külön mozgatható gömbfoglalatba szerelték. Emellett azonban a parancsnok/lövegkezelő összekapcsolhatta a géppuskát a főlöveggel, és így párhuzamosított géppuskaként használhatta. Eredetileg a harckocsinak háromfőnyi személyzete volt, így a torony egyetlen utasa, a parancsnok feladata volt az ágyú és a géppuska töltése, célzása és tüzelése, emellett folyamatosan parancsokkal látta el a személyzet többi tagját.
Német hadrendben a kezelőszemélyzetet kiegészítették egy lövegkezelővel, aki a toronyban kapott helyet a parancsnok mellett. Mivel helyet kellett neki biztosítani, a járműben tárolható ágyúlövedékek számát 18 darabra csökkentették. Ezt követően az újonnan gyártott Panzer 38(t)-asok már ennek megfelelően készültek el, illetve a meglévőket is mind átalakították. A parancsnoknak így már csak céloznia és tüzelnie kellett az ágyúval.
A torony tetején lévő kupola foglalta magában a megfigyelésre szolgáló főbb eszközöket. Falain négy rövid periszkóp került beépítésre (elöl, hátul és a két oldalon), így óvták a parancsnok szemeit a közvetlen találattól. A parancsnok ezen kívül egy teljesen körbeforgatható panorámaperiszkóppal is rendelkezett, ami a kupola előtt kapott helyet. A periszkóp feje magasabb volt, mint a kupola teteje. 2,6-szoros nagyítással, 20°-os látószöggel bírt.

### Hajtó- és futómű
A harckocsit egy svéd gyártmányú hathengeres Scania-Vabis type 1664 soros benzinmotor hajtotta, amit a Praga licenc alapján gyártott, Praga TNHPS néven. Az üzemanyagkészletet két tartályban hordozták, amelyek egyenként 110 liter befogadására voltak képesek. A tartályokat a motorház aljába szerelték, ahol acél válaszfallal voltak körülvéve, így csökkentve a találatok esélyét. Ha mégis találat érte volna a tartályok valamelyikét, a robbanás akkor is a páncéltesten kívül történt volna meg. A járműben használt Praga-Wilson sebességváltó angol eredetű, amelynek csehszlovák licencváltozata már továbbfejlesztett volt. A váltó öt sebességfokozattal rendelkezett. A futómű oldalanként az elöl elhelyezkedő láncmeghajtó kerékből, a két pár futógörgőből, a két visszafutó-lánctámasztó görgőből, a visszafordító-láncfeszítő kerékből és a lánctalpból épült föl. A futógörgők tömör gumiabronccsal rendelkeztek. A futógörgőket páronként szerelték fel a forgózsámolyokra, a forgózsámolyok pedig a harckocsiteknő oldalára kerültek fel. A felfüggesztést félelliptikus laprugók biztosították. A lánckerék felső részét a két visszafutó-lánctámasztó görgő képezte, amelyek szintúgy gumiabronccsal rendelkeztek, a páncéltestre pedig féltengelyekkel rögzítették fel. A lánctalpak oldalanként 94 darab láncszemből álltak. A láncszemek 293 mm szélesek és 104 mm hosszúak voltak.

### Fegyverzet
A fő fegyverzet egy Škoda A7 (ÚV vz. 38) ágyú volt. A németek KwK 38(t) típusjellel rendszeresítették. A lövedékét 762 m/s sebességgel lőtte ki. Kiegészítő fegyverzetként két darab Zbrojovka Brno ZB vz. 37 típusú nehézgéppuska került a járműbe. Mindegyik fegyverhez 2,6-szoros nagyítású irányzék tartozott, amely 25°-os látótartománnyal rendelkezett. Végszükség esetén a fegyvereket nyílt irányzékkal is használhatták, ekkor viszont a foglalaton lévő páncélozott fedelet fel kellett nyitni. A német kézikönyvek szerint tartalékfegyverként minden járműben elhelyeztek egy MP 38 vagy MP 40 típusú géppisztolyt, és hozzá nyolc darab tölténytárat.
A homlokgéppuskát a homlokpáncélzat közepén helyezték el, a vezető és a rádiókezelő között. Ezt a géppuskát a rádiókezelő használta, de a vezető is tüzelhetett a fegyverrel. Ebben az esetben a géppuskát középső helyzetben rögzítették, a vezető pedig a jármű kormányzásával irányozta a fegyvert, tüzelni pedig egy bowden segítségével tudott.
A másik géppuskát és a főlöveget a teljesen körbeforgatható toronyban helyezték el. A két fegyvert egy rúddal kapcsolták össze, így irányzásuk és tüzelésük egy időben történhetett, kezelésüket a parancsnok/lövegkezelő végezte. Ha szétkapcsolták a két fegyvert, a géppuska kezelése a töltőkezelőre maradt.
A harckocsiban az ágyúhoz tartozó lőszert tizenöt fémdobozban tárolták, amelyek egyenként hat darab ágyúgránátot tartalmaztak, a géppuskákhoz összesen kilenc doboz lőszer tartozott, dobozonként 300 darab tölténnyel, amelyeket hevederbe töltve helyeztek a dobozba. A lőszerkészlet egyharmada páncéltörő lőszer volt.

### Páncélzat
A lövegpajzs 25 mm vastag, dőlésszöge 84° volt. A páncélzat többi részének vastagsága a következőképpen alakult:
| Vastagság/Dőlésszög | Első         | Oldal       | Hátsó     | Tető/Alj   |
| ------------------- | ------------ | ----------- | --------- | ---------- |
| Torony              | 25 mm/84°    | 25 mm/74°   | 25 mm/86° | 10 mm/0–4° |
| Páncéltest          | 25 mm/25-80° | 17,5 mm/90° | 11 mm/80° | 10 mm/0°   |

## Története

### Németország

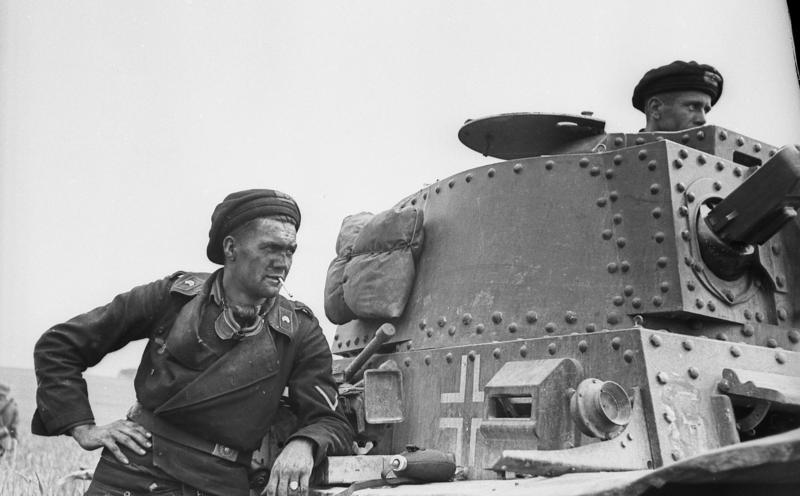
Panzer 38(t), Franciaország, 1940. június

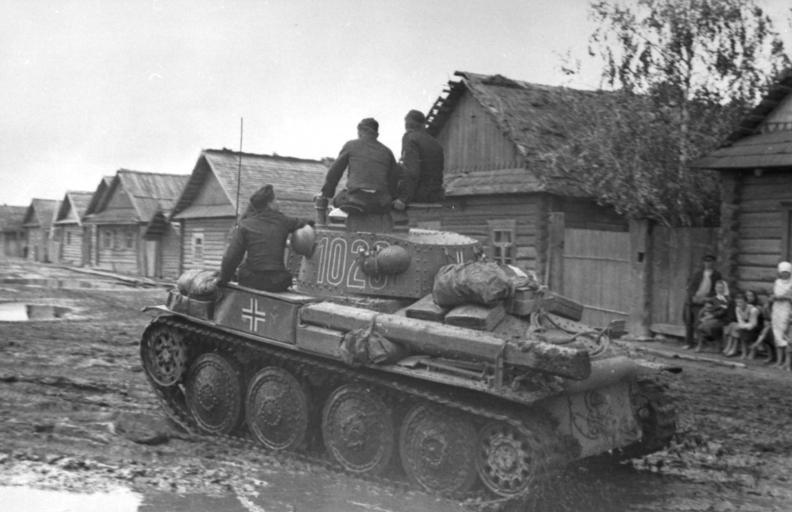
Panzer 38(t), Szovjetunió, 1941. június

Németország a harmincas évektől szisztematikusan építette fel harckocsizó egységeit, a háború előtt pedig rendelkezett az alapvető harckocsitípusokkal: a Pz.Kpfw. I és Pz.Kpfw. II könnyű, a Pz.Kpfw. III és Pz.Kpfw. IV közepes tankokkal. Csehszlovákia 1939 márciusi megszállásával arzenáljuk 244 darab LT vz. 35 és 150 darab félig kész LT vz. 38 harckocsival bővült, amelyek még az év vége előtt bevethető állapotba hozhatók voltak. Bár egyik típus sem illett a német koncepcióba, erős fegyverzetük és kiváló teljesítményük miatt a Wehrmacht minden további nélkül rendszeresítette őket. Mindkét csehszlovák típus fegyverzete egyenrangú volt a Pz.Kpfw III 3,7 cm-es ágyújával, ezen felül sokkal mozgékonyabbak és olcsóbbak voltak. A német szakértők tartottak a Škoda tank komplex pneumatikus kormányrendszerétől, így annak gyártását felfüggesztették, viszont az alaposan kipróbált Praga tank megnyerte tetszésüket.
Az 1939. szeptember 1-jén indított Lengyelország elleni hadjárat idejére a BMM már legyártott 78 darab L.T.M. 38-ast. Többségüket a 3. könnyűhadosztály (Leichte Division) 67. páncéloszászlóaljába (Panzer Abteilung) osztották, amelynek parancsnoka Adolf-Friedrich Kuntzen tábornok volt. A zászlóalj három századnyi könnyű harckocsival rendelkezett, amelyek egyenként négy szakaszból álltak. Minden század első szakasza öt Pz.Kpfw. II Ausf. D könnyű harckocsival, a másik három pedig öt L.T.M. 38 harckocsival volt felszerelve. Az egység összesen 57 darab cseh páncélossal (ebből kettő parancsnoki változat) kezdte meg a hadjáratot.
Az 1939. augusztus 26-i mozgósítást követően a hadosztály lánctalpas járműveit Faun L900 teherautókkal vontatták a lerakodási helyre (a hadosztály 38 darab páncélgépkocsija saját erőből érte el helyét). Röviddel a harcok megkezdése után a hadosztály áttörte a lengyel védelmet Częstochowa közelében, majd kelet felé tört előre. Szeptember 6-án veszítette el első L.T.M. 38 harckocsiját, amit egy 37 mm-es páncéltörő ágyú lövedéke talált el. A 67. páncéloszászlóalj a modlini erőd ostroma után fejezte be a hadjáratot. A teljes lengyelországi hadjárat alatt a 67. páncéloszászlóalj összesen hét L.T.M. 38 páncélost vesztett, de ezeket később helyrehozták. A típus jól bizonyított, rossz minőségű utakon is könnyen tudott haladni, mechanikai meghibásodásokra ritkán volt példa. Páncélzata ellenállt a gyalogsági puskalövéseknek, de a 37 mm-es páncéltörő lövedékek és még olykor a kis távolságból kilőtt 20 mm-es lövedékek is végzetesek voltak.
A Pz.Kpfw. 38(t) harckocsik leghíresebb hadjárata az 1940 májusi franciaországi, belgiumi és luxemburgi invázió volt. Május 10. hajnalán Németország nyugati határán készen állt a 7. páncéloshadosztály (Panzer Division) (Rommel tábornok) és annak 25. páncélosezrede (Panzer Regiment) és 66. páncéloszászlóalja, összesen 91 darab Pz.Kpfw. 38(t) és 8 darab Pz.Bef. 38(t) harckocsival; a 8. páncéloshadosztály (Kuntzen tábornok) és annak 10. páncélosezrede és 67. páncéloszászlóalja 116 darab Pz.Kpfw. 38(t) és 15 darab Pz.Bef. 38(t) harckocsival. A 7. páncéloshadosztály és az 5. páncéloshadosztály a XV. hadtest (Hoth tábornok) alá tartozott, ami a 4. hadsereg (von Kluge) részét képezte. A 8. páncéloshadosztály és a 6. páncéloshadosztály (főleg Pz.Kpfw. 35(t) harckocsikkal felszerelve) alkotta a XLI. hadtestet (Reinhardt tábornok), amely a 12. hadsereg (List tábornok) parancsnoksága alá tartozott. Mindkét hadsereg az A Hadseregcsoporthoz (Heeresgruppe A) tartozott (von Runstedt). Feladatuk behatolni Franciaországba északról, megkerülve a Maginot-vonalat.
A hadjárat megkezdése után Rommel 7. páncéloshadosztálya könnyedén áthatolt Belgiumon, majd május 14-re átkelt a Maas folyón Namur és Dinant között. Ermeton-sur-Biert és Flavion körzetében találkoztak a francia 1. páncéloshadosztállyal, amely a 9. francia hadsereg visszavonulását fedezte. Bár a francia hadosztály rendelkezett 70 darab B1 bis nehéz harckocsival, a németek mindössze három nap alatt teljesen szétverték őket, köszönhetően Rommel tábornok briliáns vezetésének. Május 16-án éjjel a 7. páncéloshadosztály átkelt a francia határon, miközben az 1. páncéloshadosztály maradékát üldözte. A következő két napban megütköztek az 1. francia könnyű hadosztállyal a Sambre folyónál, ahol elpusztították a francia Somua S35 közepes harckocsik, a Hotchkiss H35 könnyű harckocsik és az AMD páncélautók felét. A német seregek megállíthatatlanul törtek nyugat felé. Miután átkeltek Cambrainál a régi csatamezőn, a hadosztály május 20-án elérte Arrast, ahol a Brit Expedíciós Erők 4. és 7. páncélosezredének 74 Matilda közepes harckocsijával csaptak össze. Kemény küzdelmek után a britek visszavonulni kényszerültek, 46 roncsot hagyva a csatamezőn. A 7. páncéloshadosztály 89 katonát és hat Pz.Kpfw. 38(t) harckocsit veszített. Bal szárnyát a 25. páncélosezred megtámadta és elpusztította a 3. francia könnyűhadosztályt.
Az ezt követő előrenyomulás során a 25. ezred hídfőállást hozott létre a Somme folyó déli partján. Ezután megpróbált tovább nyomulni a hídfőtől, de az összes Pz.Kpfw. IV közepes harckocsijuk a sárba ragadt, míg a Pz.Kpfw. 38(t) harckocsiknak a sár nem jelentett akadályt. Négy nappal később Rommel páncélosai elérték a Szajnát és elvágták a francia IX. hadtest visszavonulási útját. Június 12-én Rommel elfogadta a francia parancsnok kapitulációját. A 7. páncéloshadosztály június 18-án vívta utolsó csatáját a brit csapatok ellen, akik Cherbourg-ból evakuálták erőiket.
A 7. és 8. páncéloshadosztály összesen 54 Pz.Kpfw. 38(t) harckocsit vesztett a franciaországi hadjárat alatt, melyből hat kivételével mindet helyreállították.
A következő év tavaszán, mikor a Wehrmacht már közel hatszáz darab Pz.Kpfw. 38(t) típusú harckocsival rendelkezett, a 8. páncéloshadosztály részt vett a következő villámhadjáratban, Jugoszlávia ellen. 10. páncélosezrede Pz.Kpfw. II és Pz.Kpfw. IV harckocsikkal is rendelkezett, de páncéloserejének gerincét a 118 darab Pz.Kpfw. 38(t), és 7 darab Pz.Bef. 38(t) típusú páncélos jelentette. 1941. április 6. reggelén a 8. páncéloshadosztály (Brandenberger tábornok), a 2. hadsereg LVI. gépesített hadtestének részeként (von Vietinghoff tábornok) Magyarországról Horvátországon át Belgrádba vonult. A fővárost április 13-án érte el. A gyenge jugoszláv hadsereg nem jelentett komoly fenyegetést a német erők számára. Sokkal nagyobb gondot okoztak azonban a rossz minőségű utak és a dombos vidék. A hadosztály harckocsijai tovább haladtak déli irányban egészen az Adriai-tenger partjáig, amit április 18-án értek el. Ezután a nagyjából 660 kilométeres út után csak a Pz.Kpfw. 38(t) harckocsik maradtak üzemképesek. A német gyártmányú Pz.Kpfw. II és Pz.Kpfw. IV típusok hátramaradtak leégett kuplung, elszakadt lánctalp, eltört rugó és más egyéb mechanikai problémák miatt.
A Szovjetunió elleni német támadás idején a németeknek minden bevethető harckocsijukra szükségük volt, ami akkor körülbelül 4000 darab különféle típusú páncélost jelentett. A Szovjetunió nyugati határán háromszor annyi szovjet páncélos sorakozott, és még legalább ugyanannyi a hátországi területeken. A Wehrmacht harckocsi állományának jelentős részét a Pz.Kpfw. 38(t) típus képezte – 660 darab a páncéloshadosztályok állományában és további száz darab tartalékban, a kiképzőegységeknél vagy átvétel alatt.
A hadjárat 1941. június 22-én vette kezdetét a teljes szovjet határ mentén. Az északi hadseregcsoport és annak 4. harckocsi csoportja (Hoepner tábornok), a 8. páncéloshadosztály éppen Jugoszláviából tért vissza, támadását pedig Kelet-Poroszországból indította a LVI. harckocsi hadtest (von Manstein) részeként. Lettországon, Litvánián és Észtországon keresztül tört előre Leningrád felé, méghozzá villámgyorsan, közben szembekerült a Vörös Hadsereg 3. és később az 1. gépesített hadtestének több száz harckocsijával, amelyek rosszul koordinált ellentámadásai nem tudták megállítani a németeket.
A legerősebb német csoport, a középső hadseregcsoport parancsnoksága alá tartozott a 3. harckocsi csoport (Hoth tábornok) és annak négy páncéloshadosztálya. Fő fegyverzetük a Pz.Kpfw. 38(t) harckocsi volt.
Az 1941-es Szovjetunió elleni hadjárat bebizonyította, hogy a könnyű harckocsik már nem tudnak komolyabb szerepet játszani támadó hadműveletekben, főleg a szovjetek által nagy mennyiségben bevetett kitűnő T–34 közepes harckocsik ellen. A frontról ezután fokozatosan kivonták, gyártását minimális szintre csökkentették. Az orosz sztyeppén kitűnt mobilitásával, de fegyverzete és páncélzata – bár megnövelték – gyengének bizonyult. A Pz.Kpfw. 38(t) harckocsik havi vesztesége 1941 júliusa és decembere között 62–175 darab, a teljes veszteség pedig 773 darab volt. A kiváló karbantartási munkák és a BMM megnövelt gyártási száma, amely 50–75 jármű volt havonta, nem volt elegendő a veszteségek pótlására. Az 1942-es év kezdetén az egységek már csak 381 bevethető Pz.Kpfw. 38(t) harckocsival rendelkeztek. Ekkor már tervezték a típus kivonását a frontról, habár még sokkal később is élvonalbeli harckocsiként használták.
A Wehrmacht rengeteg harckocsit veszített, ennek ellenére mégis sokat átalakított vagy átadott szövetségeseinek, 1944. október 1-jén még mindig 299 Pz.Kpfw. 38(t) páncélossal rendelkezett. Az utolsó, 1945 márciusi bejegyzés szerint még legalább 150 példány szolgált szétszórva a hadseregben. Ekkor már ütőképes erőt nem képviseltek, de részt vettek a legutolsó elkeseredett harcokban is.
Az elavulttá vált típus alvázát különféle feladatkörökben tovább használták. A Panzer 38(t) alvázán létrehozott járművek közül a legjelentősebb az Sd.Kfz. 138 Marder III páncélvadász, az Sd.Kfz. 138/1 Grille önjáró tarack, a Flakpanzer 38(t) légvédelmi páncélos és a Jagdpanzer 38(t) Hetzer páncélvadász típusok voltak. Kisebb mennyiséget felhasználtak még felderítő, kiképző és biztosító feladatokat ellátó járművek létrehozásához.
1941 után felderítő és partizánelhárító járműként használták. A Vörös Hadsereg néhány zsákmányolt példányt szovjet gyártmányú DTM géppuskával szerelt fel és helyezett hadrendbe.
A megbízható futómű és alváz hasznosnak bizonyult a háborúban. A Barbarossa hadművelet kezdetén a németek szembetalálkoztak a T–34 harckocsikkal, amelyek sokkal jobbak voltak a német típusoknál, a 3,7 cm-es PaK 36 páncéltörő ágyúkkal nem tudták átütni a T–34 páncélzatát. Megoldásként a németek a szovjetektől zsákmányolt 76,2 mm-es tábori ágyúkat helyeztek a Panzer 38(t) alvázára, ezzel létrehozva a Marder III páncélvadászt, amit köztes megoldásnak szántak, míg ki nem fejlesztenek egy megfelelő harckocsitípust. Kezdetben a Marder III nem volt több, mint a Panzer 38(t) alvázára, a torony helyére szerelt szovjet 76 mm-es 1936 mintájú hadosztályágyú (F–22), amelynek töltényűrjét német lőszerhez módosították. Ennek a kialakításnak köszönhetően a harcjármű személyzete a motorházon kapott helyet. A háború folyamán a Marder III páncélvadászt továbbfejlesztették, később létrehozták a Hetzer nevű páncélvadászt is, amelynek páncélvédettsége már nagyobb volt a Marderénél, alvázát és lánctalpait kiszélesítették, bár futóműve az eredeti maradt. Mikor Németország már keleten és nyugaton is harcolt, a Hetzer számított az egyik legáltalánosabb harci alkalmazásban lévő harcjárműnek. A Hetzer gyártása a háború után is folyt Csehszlovákiában. Svájc 158 darabot vásárolt a típusból. A svájci Hetzerek egészen az 1960-as évekig szolgáltak.
Az átépített Panzer 38(t) tornyai közül 351 darabot különféle erődítményekre építették. Ennek a mennyiségnek közel a fele, 150 Dél-Európában, míg 78 a keleti fronton, 75 Norvégiában, 25 Olaszországban, 20 Dániában és 9 az Atlanti falban kapott helyet. A tornyok gyenge fegyverzete és páncélzata a háború kései szakaszában már elégtelennek bizonyult a harckocsik elleni harchoz, bár a gyalogság ellen még kielégítő tűzerőt biztosítottak.

### Bolgár Királyság
Bulgária 1941. március 1-jén csatlakozott a tengelyhatalmakhoz, viszont a háború alatt többé-kevésbé semleges maradt. Mivel Bulgária megengedte Németország számára, hogy katonákat állomásoztasson országában és használhassa vasútvonalát, így Németország időnként fegyvert juttatott a bolgároknak. Ezáltal jutott a bolgár hadsereg 36 darab Pz.Kpfw. 35(t) és 65 darab francia Renault R35 könnyű harckocsihoz, melyből az utóbbi már csak kiképzésre volt alkalmas.
Az újrafegyverkezési programja folyamán, 1943. május 20-án a bolgár hadsereg Bécsből kapott tíz darab Pz.Kpfw. 38(t) harckocsit, különféle alváltozatban. A már elavultnak számító típusért igen nagy összeget, 1 471 812 birodalmi márkát kellett fizetniük. 1943–44-ben a bolgár hadsereg beszerzett közel száz darab Pz.Kpfw. IV közepes harckocsit, ezután felállítottak egy harckocsizó dandárt, azon belül pedig három zászlóaljat, amelyből minden harmadik század könnyű harckocsikkal volt felszerelve (a 3. és a 6. Pz.Kpfw 35(t), a 9. Pz.Kpfw 38(t) típussal). 1944. szeptember 8-án Bulgária átállt a szovjetek oldalára. Ekkor ez az elitnek számító dandár, amely a főváros közelében állomásozott, már készen állt a harcra.
A németekkel való harcok során a bolgárok nagy számú Panzer IV-est veszítettek, viszont a tíz Pz.Kpfw. 38(t) mindegyike túlélte a háborút. Ebből három rosszabb állapotút kiselejteztek, a maradék hét a csehszlovák alkatrész utánpótlásnak köszönhetően egészen az ötvenes évek elejéig hadrendben maradt, amikor helyükbe szovjet eredetű eszközöket kezdtek rendszeresíteni.

### Magyar Királyság
A Magyar Királyság 1941-ben a németek oldalán megtámadta a Szovjetuniót. A keleti frontra küldött gyorshadtest nagyrészt Toldi könnyű harckocsikkal, Ansaldo kisharckocsikkal és Csaba páncélgépkocsikkal volt felszerelve. A heves harcok során ezek az egységek elveszítették járműállományuk mintegy 80 százalékát, így 1941 novemberében vissza kellett őket vonni a frontról. Ebben az időben, 1941 októberében a Honvéd vezérkar befejezte páncélos egységeinek újraszervezését. Gépesített dandárjait két páncéloshadosztályba szervezte, de ezek nem rendelkeztek kellő mennyiségű páncélozott harcjárművel.
A Wehrmacht 108 Pz.Kpfw. 38(t) könnyű harckocsit adott át az 1. páncéloshadosztály számára, melyek a legújabb gyártmányok voltak. Magyar jelzésük a T–38 lett. Az első 16 darab Ausf. F 1941. november 4-én került átszállításra Bécsből Wünsdorfba, ahol megkezdték a kezelőszemélyzet (38 tiszt és 120 legénységi állományú harckocsizó) nyolc hétig tartó kiképzését. Ezután a harckocsikat az immáron kiképzett személyzetükkel együtt Esztergomba szállították át, ahol az 1. páncéloshadosztályt alakították meg. Az utolsó 24 darab harckocsi már Ausf. G típusú volt, ezeket Wünsdorfba küldték további személyi állomány kiképzéséhez. A fennmaradó 68 darab Ausf. G egyaránt volt a szabványos és a parancsnoki változat, ezeket Bécsből egyenesen Esztergomba küldték, 12 darabot 1942. január 15-én, 31 darabot január 27-én és az utolsó 25 darabot február 11-én. 1942. november 11-én a magyar hadsereg további három (2 Ausf. C, 1 Ausf. D) harckocsit kapott, ekkor már az 1. páncéloshadosztály a keleti fronton harcolt.
Az 1. páncéloshadosztályt 1942 nyarán küldték a Szovjetunióba a VII. hadtest (Jány Gusztáv) részeként. Ekkor 89 darab T–38 könnyű harckocsival, 22 darab Pz.Kpfw. IV Ausf. F közepes harckocsival és további 54 darab magyar eredetű páncélossal rendelkeztek. A hadosztály első ízben, 1942. június 18-án csapott össze a szovjet csapatokkal Uriv térségében. Szeptemberre a hadosztály már annyira meggyengült, hogy vissza kellett vonni a frontról és tartalékba kellett helyezni.
A Magyar 2. hadsereg megmaradt része a Don-kanyarban állomásozott. A sztálingrádi szovjet ellentámadás alatt, amely 1943. január 12-én vette kezdetét, a magyar 1. páncéloshadosztály teljesen megsemmisült néhány nap leforgása alatt. A T–38-as könnyű harckocsik 3,7 cm-es ágyújukkal nem vehették fel eredményesen a harcot a számbeli és technikai fölényben lévő T–34-es harckocsikkal, legfőképpen amikor a kemény fagyok korlátozták mozgékonyságukat.
A sztálingrádi offenzíva után az 1. páncéloshadosztály járműállományából mindössze három Toldi harckocsi és három Nimród légvédelmi páncélos tért vissza Magyarországra. 1943–45 között 22 darab T–38 szolgált a kiképzőegységeknél. Egyes járművek részt vehettek a magyarországi harcokban, de kiemelkedő sikereket minden bizonnyal nem értek el velük.

### Peru

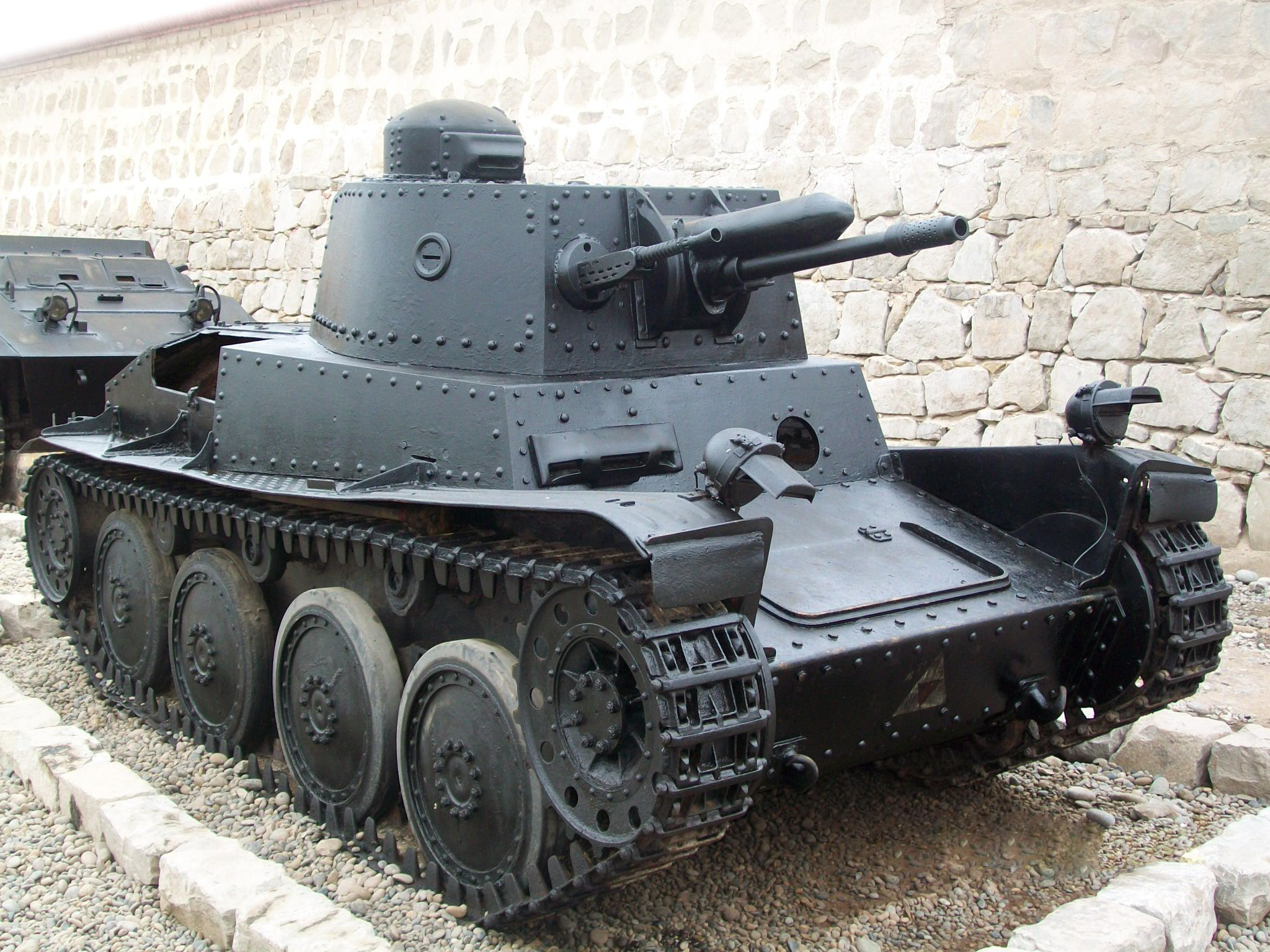
Perui LTP harckocsi múzeumban

1935-ben perui küldöttség érkezett Európába, ahol látogatást tett több nagyobb harckocsigyártónál, de végül a csehszlovák LTL típusra kötött szerződést. Peru 24 darabot vásárolt belőle, majd két századba rendezte a harcjárműveket. Ez a kis páncélos erő gépesített gyalogsággal és gépvontatású tüzérséggel volt kiegészítve. A perui doktrínára nagy hatással volt az akkor Peruban tartózkodó francia katonai misszió, így hasonlóan a franciákhoz, ők is a gyalogsági rohamok támogatására kívánták felhasználni páncélosaikat.
A perui harckocsi zászlóalj fontos szerepet játszott az 1941-es perui–ecuadori háborúban. A peruiak helyzetét javította, hogy az ecuadori hadsereg nem rendelkezett modern páncéltörő ágyúkkal, tüzérségük pedig lóvontatású volt. Az LTL harckocsik kitűnően teljesítettek az 1941-es háborúban és utána is több, mint ötven évig maradtak első vonalbeli típusok.

### Román Királyság
1940. november 23-án a Román Királyság csatlakozott a tengelyhatalmakhoz, így a megnövekedett német befolyás miatt oldalukon lerohanták a Szovjetuniót. A román hadsereg fegyverzete már elavultnak számított, így 1942 után a németek beleegyeztek modern hadieszközök átadásába a románoknak.
Az újrafegyverkezési program alatt ötven darab Pz.Kpfw. 38(t) Ausf. A, B és C típusú harckocsikat kaptak. A románok a magyarokhoz hasonlóan T–38 jelölés alatt rendszeresítették a páncélosokat. Személyzetüket a német 23. Panzer Division képezte ki. 1943. május 7-re a románok létrehoztak egy páncélos zászlóaljat, amelybe három század tartozott, egyenként 15 harckocsival, a maradék öt harckocsi tartalékban maradt. Az 51. és 52. századokat július 28-án átszállították Kubány térségébe, hogy támogatást nyújtsanak a román lovas alakulatoknak. A harckocsik első ízben szeptember 22-én kerültek bevetésre, amikor a 19. hadosztállyal visszavertek egy szovjet támadást. A csata folyamán hét páncélost veszítettek. Öt nappal később a megmaradt járműveket a Krímbe vonták vissza. Az 53. század novemberben 12 páncélossal támogatta a hegyi alakulatokat; járműveik felét elvesztették. 1943–44 telén létrehozták az 54. századot a zászlóalj maradékának nyolc harckocsijával. 1943. november 11. és december 12. között kimenekítettek 15 tankot az 51. és 52. századokból. Április elején az 53. és 54. század tizenegy T–38 páncélosa nézett szembe 150 darab támadó szovjet harckocsival. A reménytelen védekező harcok során mindegyik páncélos odaveszett.
A megmaradt húsz T-38 harckocsit a 2. páncélos ezred tartalék egységébe vonták Bukarest térségébe. 1944. augusztus 23-án az előretörő szovjet erők nyomására a románok átálltak a Szovjetunió oldalára. Ezt követően a románok felvették a harcot a német és a velük szövetséges erőkkel. A T-38 harckocsik részt vettek a hadműveletekben.
A román T–38 tankok utolsó bevetésére Csehszlovákiában került sor, ahol a románok a szovjetekkel vállvetve harcoltak. Az újraszervezett 2. páncélos ezred 1945. február elején indult bevetésre különféle típusú páncélosokkal felszerelve. A 2. zászlóalj 3. százada kilenc T–38 harckocsival, két régi Škoda R–2-vel és öt TACAM R–2 páncélvadásszal volt felszerelve. Az ezred 1945. március 26-án indította támadását a Garam folyón keresztül a szovjet 141. lövészhadosztály támogatásával. A kemény harcok és a korosodó járművek nagy veszteségeket okoztak. Öt nap múlva a Vág folyón történő átkelés során a maradék három T–38 is megsemmisült. Így már egyetlen ilyen típusú harckocsi sem vett részt a későbbi ausztriai és morvaországi hadműveletekben. Az ezred 1945. május 9-én fejezte be a harcot Znojmónál.

### Svédország
A svédek által gyártott m/41 SI harckocsik mindegyikét a strängnäsi P 3 páncélos ezredhez sorolták. Ez volt az egyetlen alakulat, ahol a futógörgőket is, a páncéltesthez hasonlóan terepmintásra festették, annak ellenére, hogy hivatalosan a tábori szürke szín volt elrendelve. Később a legtöbb m/41-est a skövdei P 4 ezredbe, egy kisebb mennyiséget a hässleholmi P 2 ezredbe vezényelték át, a tartalék viszont a P 3 ezrednél maradt. Az összes harckocsit az 1950-es évekre kivonták a hadrendből, alvázukból pedig páncélozott szállítójárműveket fejlesztettek ki.

### Szlovákia
A Turócszentmártonban állomásozó páncélos ezred első tíz járműjét 1941. február 22-én kapta meg. Első bevetésükre 1941. június 24-én került sor, amikor Szlovákia belépett a háborúba Németország oldalán. A szlovák gépesített dandár legnagyobb ütközetére 1941. július 22-én került sor Ukrajnában. A támadás folyamán a dandár ötven harckocsit (LT vz. 35, LT vz. 38, LT vz. 40) vetett be. Az erős szovjet tüzérség több harckocsit is megsemmisített. Augusztus közepén a páncélos ezred visszatért Turócszentmártonba, hogy megjavítsa járműveit. A német parancsnokság igyekezett nyomást gyakorolni szlovák szövetségesére, hogy küldje vissza páncélosait a keleti frontra, de az ezred parancsnoka jelezte, hogy elavultak már a harcjárművek, ezért a szlovákok erre történő hivatkozással vissza tudták utasítani a német követelést.
A háború alatt a szlovákok 74 darab LT vz. 38 harckocsit és 21 darab kisebb LT vz. 40 harckocsit kaptak.

## Változatok

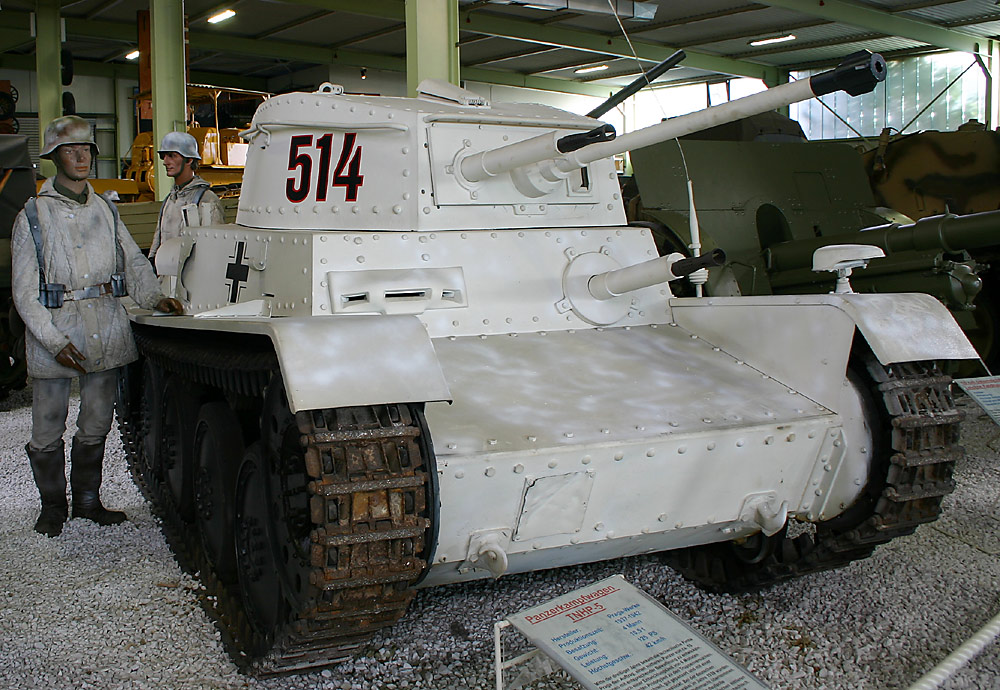
LTH

- TNHP – Kezdeti export változat Irán számára (1935-ben rendeltek 50 darabot)
- LTP – Export változat Peru számára
- LTH – Export változat Svájcnak (24 darab fegyverzet nélkül)
- LTL – Export változat Litvániának (21 darabot rendeltek)
- Panzerkampfwagen 38(t) Ausf. A-D – Németország által gyártott TNH változat
- Panzerbefehlswagen 38(t) Ausf. E-G – Megnövelt páncélzatú változat
- Panzerbefehlswagen 38(t) Ausf. S – Az 1940 februárjában Svédország által rendelt 90 darab jármű, melyet a németek lefoglaltak
- Stridsvagn m/41 S(eries)I – Svédország által licenc alapján gyártott TNH változat. 116 darabot gyártottak
- Stridsvagn m/41 S(eries)II – Strv m/41 vastagabb páncélzattal és erősebb motorral. 104 darabot gyártottak

### Az alvázon alapuló egyéb tervezetek
- Sd.Kfz. 138 Marder III – 7,5 cm PaK 40 löveggel felfegyverzett német páncélvadász
- Sd.Kfz. 139 Marder III – 7,62 cm PaK 36(r) löveggel felfegyverzett német páncélvadász
- Sd.Kfz. 138/1 Grille – 15 cm-es löveggel felfegyverzett német önjáró löveg
- Sd.Kfz. 140 Flakpanzer 38(t) – 20 mm-es gépágyúval felfegyverzett német önjáró löveg
- Sd.Kfz. 140/1 Aufklärungspanzer 38(t) – 20 mm-es gépágyúval felfegyverzett német felderítő páncélos, tornyát az Sd.Kfz. 222 típusú páncélautóról szerelték át (70 darab készült)
- Sd.Kfz. 140/1 Aufklärungspanzer 38(t) – 7,5 cm-es KwK37 L/24 ágyúval felfegyverzett német páncélos, melyből mindössze kettő darab készült
- Jagdpanzer 38(t) – 7,5 cm-es L/48 űrmérethosszúságú ágyúval felszerelt német páncélvadász
- G–13 – Svájci jelölés a Csehszlovákia által háború után gyártott Jagdpanzer 38(t) páncélvadászokra
- Nahkampfkanone 1 – Svájci gyártmányú páncélvadász, hasonló a német Marder III-hoz, mindössze egy darab készült belőle
- Pansarbandvagn 301 – Stridsvagn m/41 (SI és SII) páncélosok alvázán kialakított svéd páncélozott szállító jármű. 220 darabot gyártottak.
- Stormartillerivagn m/43 – Stridsvagn m/41 SII alvázon kialakított svéd rohamlöveg. 36 darabot gyártottak.

## Műszaki adatok

### TNHP–S

#### Fegyverzet és páncélzat
- Főfegyverzet: 37,2 mm-es Škoda A7 L/47,8 űrmérethosszú ágyú 90 darab lövedékkel
- Másodlagos fegyverzet: 2 darab 7,92 mm-es ZB vz. 37 géppuska 2700 darab lövedékkel
- Páncélzat: 10–25 mm

#### Geometriai méretek és tömegadatok
- Súly: 9700 kg
- Hosszúság: 4,55 m
- Szélesség: 2,13 m
- Magasság: 2,31 m

#### Hajtómű
- Típusa: Praga EPA hathengeres vízhűtéses soros benzinmotor
- Teljesítmény: 110,3 kW (148 LE)
- Teljesítmény/tömegarány: 11,5 kW/t
- Sebességváltó: öt előre- és egy hátrameneti fokozat

#### Teljesítmény
- Maximális sebesség műúton: 42 km/h
- Maximális hatótávolság: 200 km
- Gázlóképesség: 0,9 m
- Mászóképesség: 60%
- Lépcsőmászó képesség: 0,8 m
- Árokáthidaló képesség: 1,9 m

### Panzer 38(t) Aus. A-C

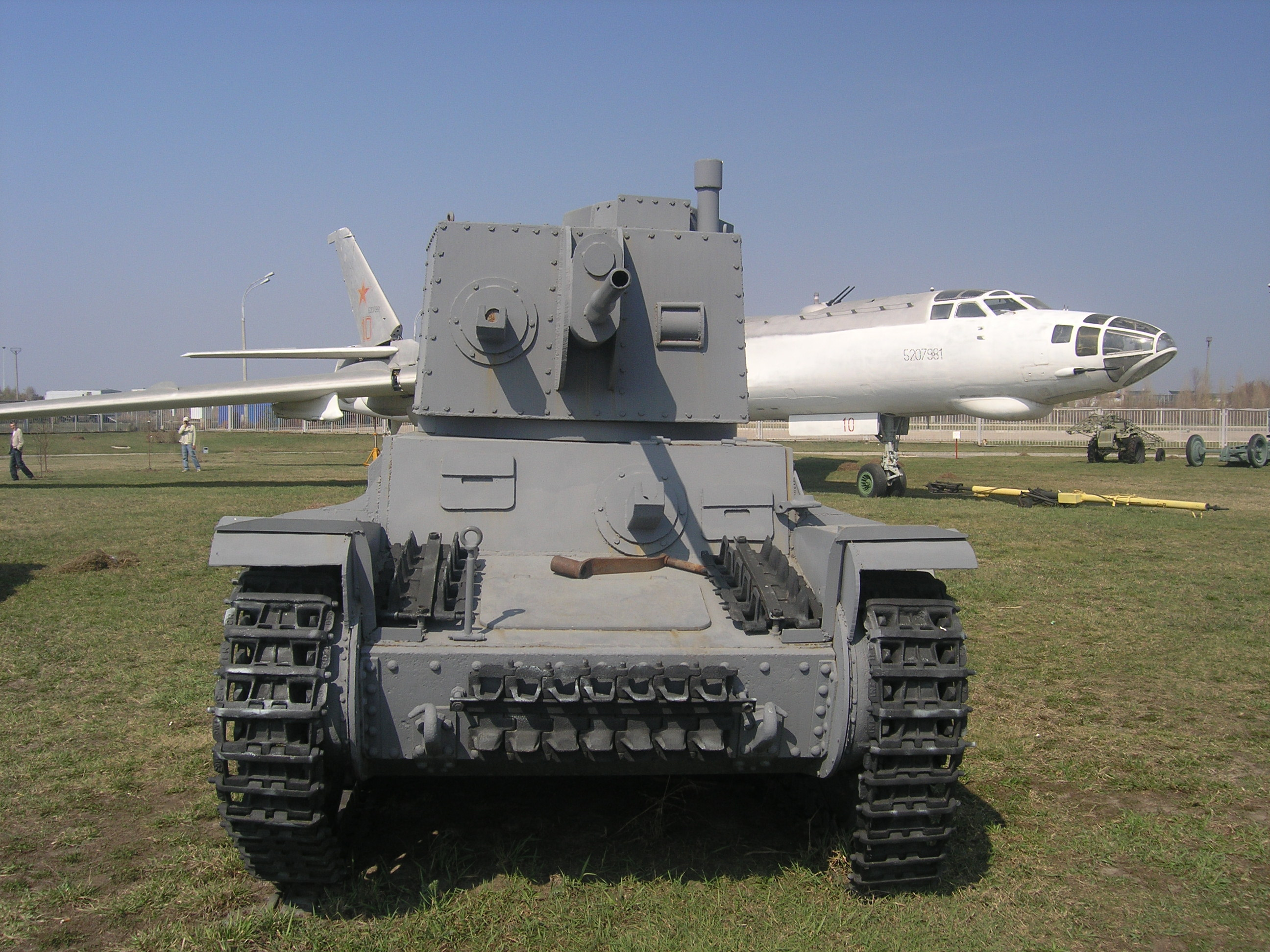
A Panzer 38(t) elölnézete

#### Fegyverzet és páncélzat
- Főfegyverzet: 37,2 mm-es Škoda A7 L/47,8 űrmérethosszú ágyú 90 darab lövedékkel
- Másodlagos fegyverzet: 2 darab 7,92 mm-es ZB vz. 37 géppuska 2700 darab lövedékkel
- Páncélzat: 15–25 mm

#### Geometriai méretek és tömegadatok
- Súly: 9500 kg
- Hosszúság: 4,61 m
- Szélesség: 2,14 m
- Magasság: 2,40 m

#### Hajtómű
- Típusa: Praga EPA Model I hathengeres folyadékhűtéses soros benzinmotor
- Furat: 110 mm
- Teljesítmény: 91,9 kW (123,3 LE)
- Teljesítmény/tömegarány: 10 kW/t
- Sebességváltó: öt előre- és egy hátrameneti fokozat

#### Teljesítmény
- Maximális sebesség műúton: 56 km/h
- Maximális hatótávolság: 200 km

## Galéria

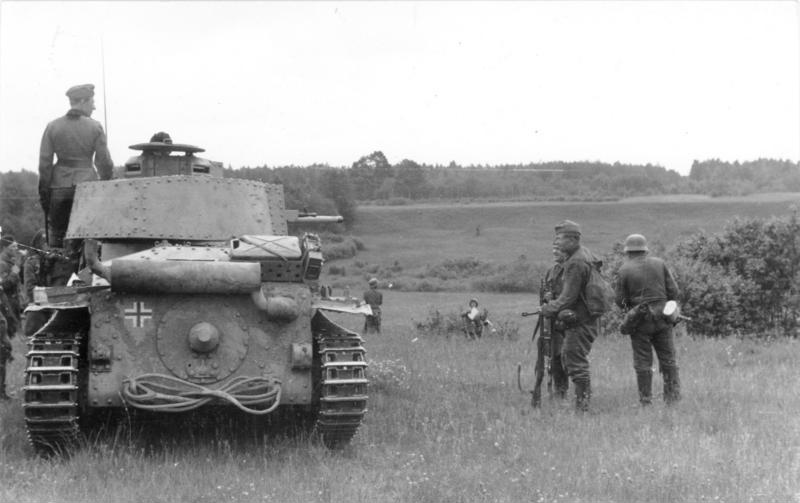
Német Panzer 38(t) segédcsapatokkal 1944 nyarán a Szovjetunióban.
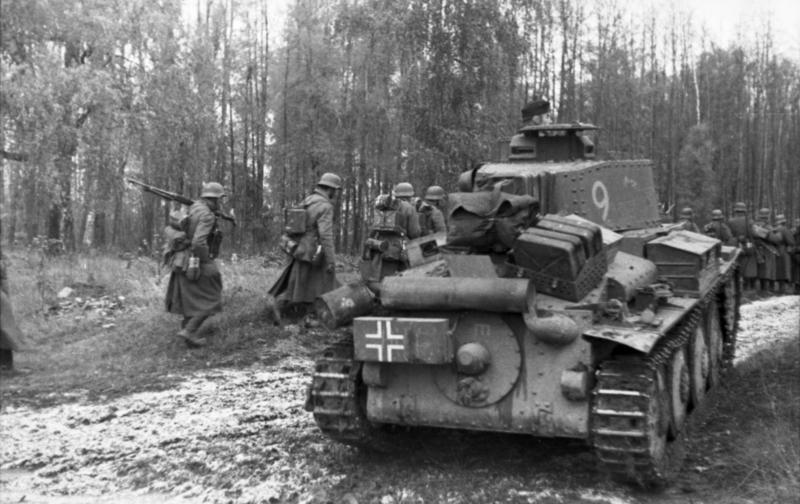
Panzer 38(t) harckocsi és gyalogság halad keresztül egy nyír erdőben Észak-Szovjetunióban.
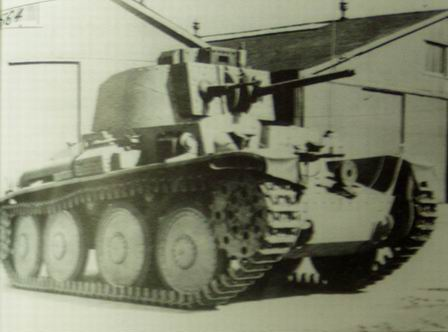
A LT vz. 38 csehszlovák tank prototípusa.
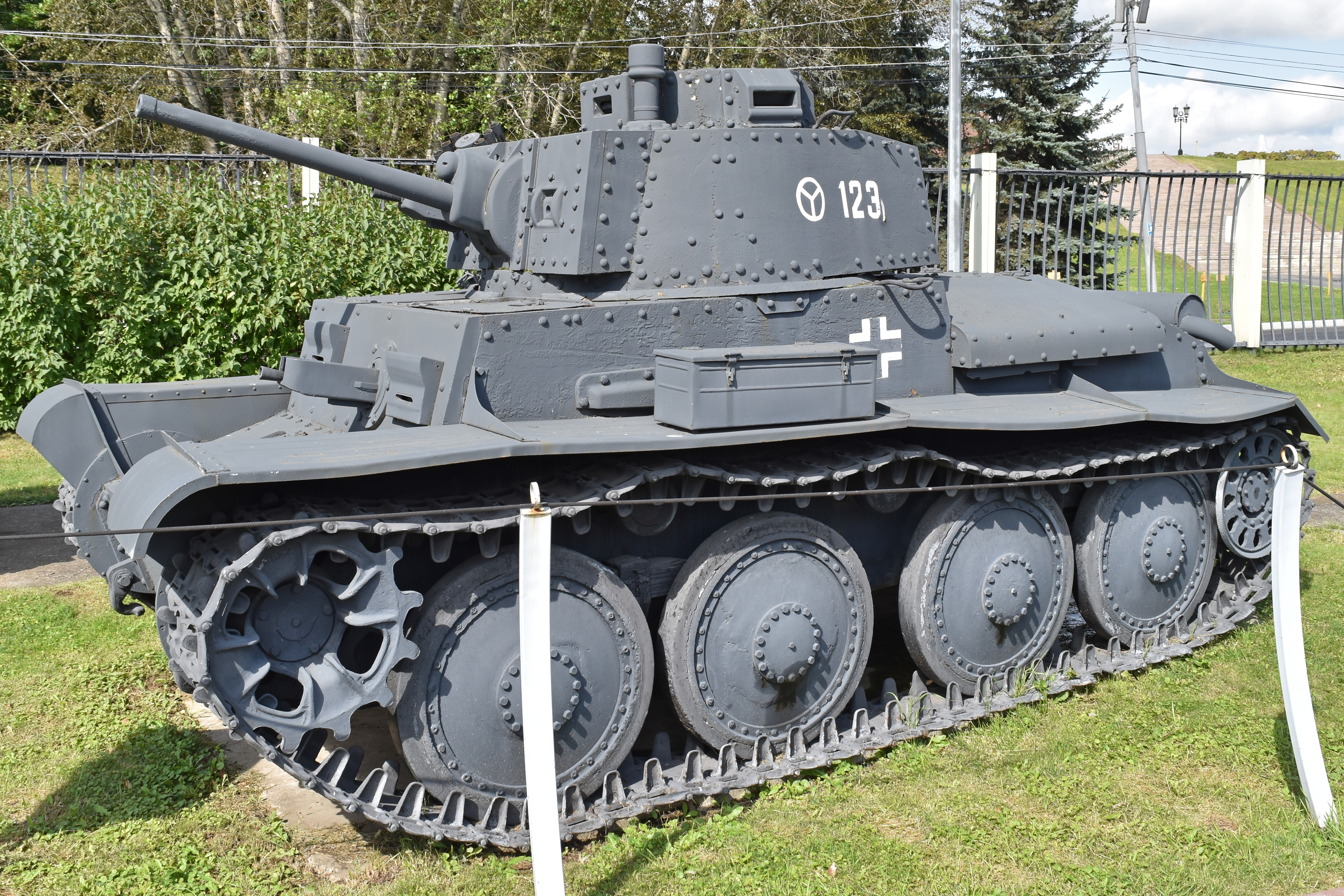
Panzer 38(t) a moszkvai Győzelem Parkban kiállítva.

## Lásd még
- BT–7
- Fiat M11/39
- M3/M5 Stuart

## Fordítás
- Ez a szócikk részben vagy egészben  a   Panzer 38(t) című angol Wikipédia-szócikk ezen változatának fordításán alapul.  Az eredeti cikk szerkesztőit annak laptörténete sorolja fel. Ez a jelzés csupán a megfogalmazás eredetét és a szerzői jogokat jelzi, nem szolgál a cikkben szereplő információk forrásmegjelöléseként.